# Amici miei

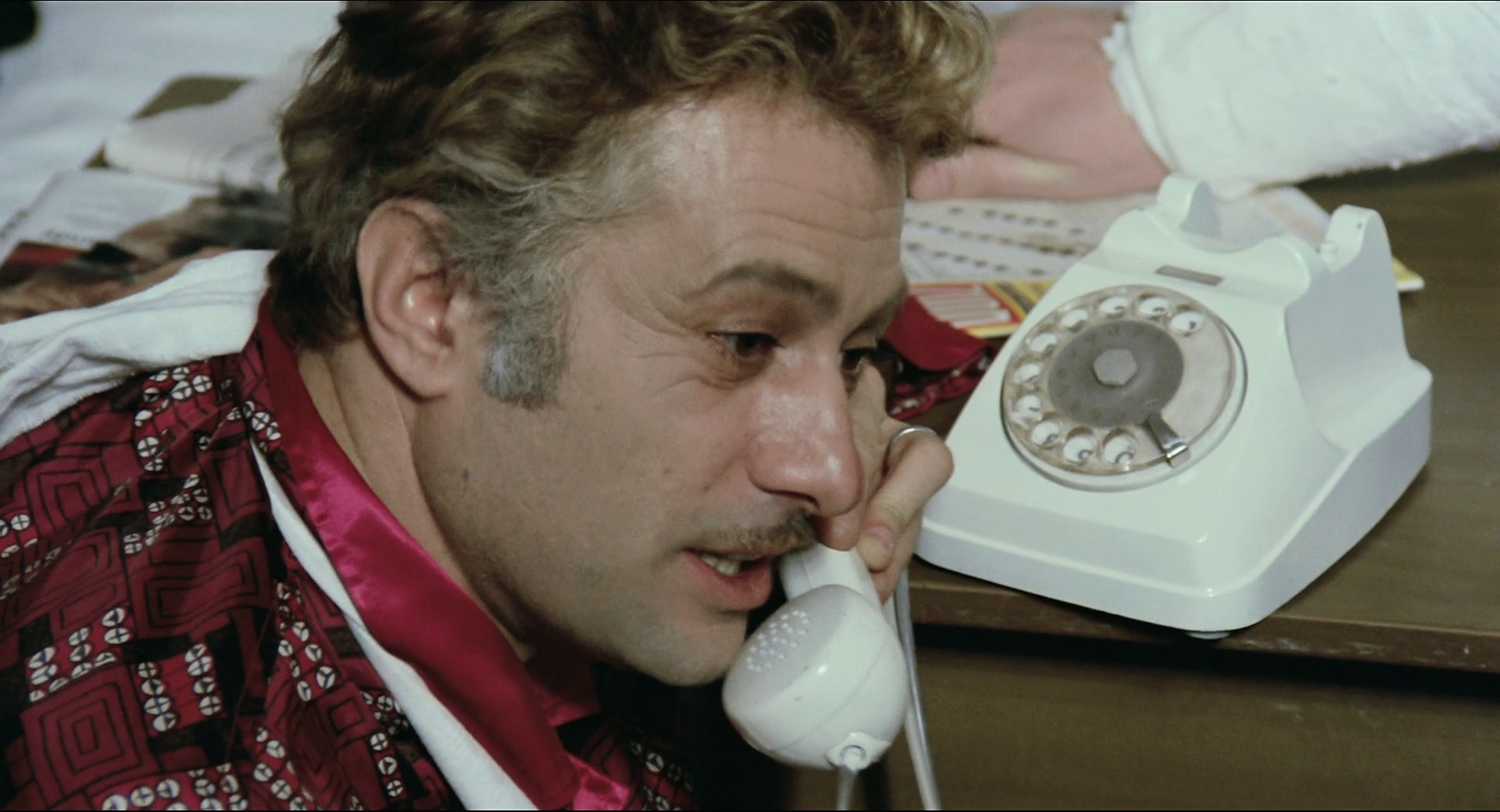
Duilio Del Prete nei panni del barista Guido Necchi

Amici miei è un film del 1975 diretto da Mario Monicelli.

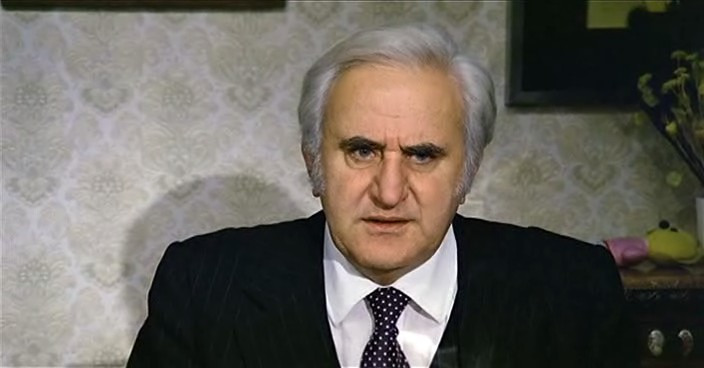
Adolfo Celi nei panni del professor Alfeo Sassaroli

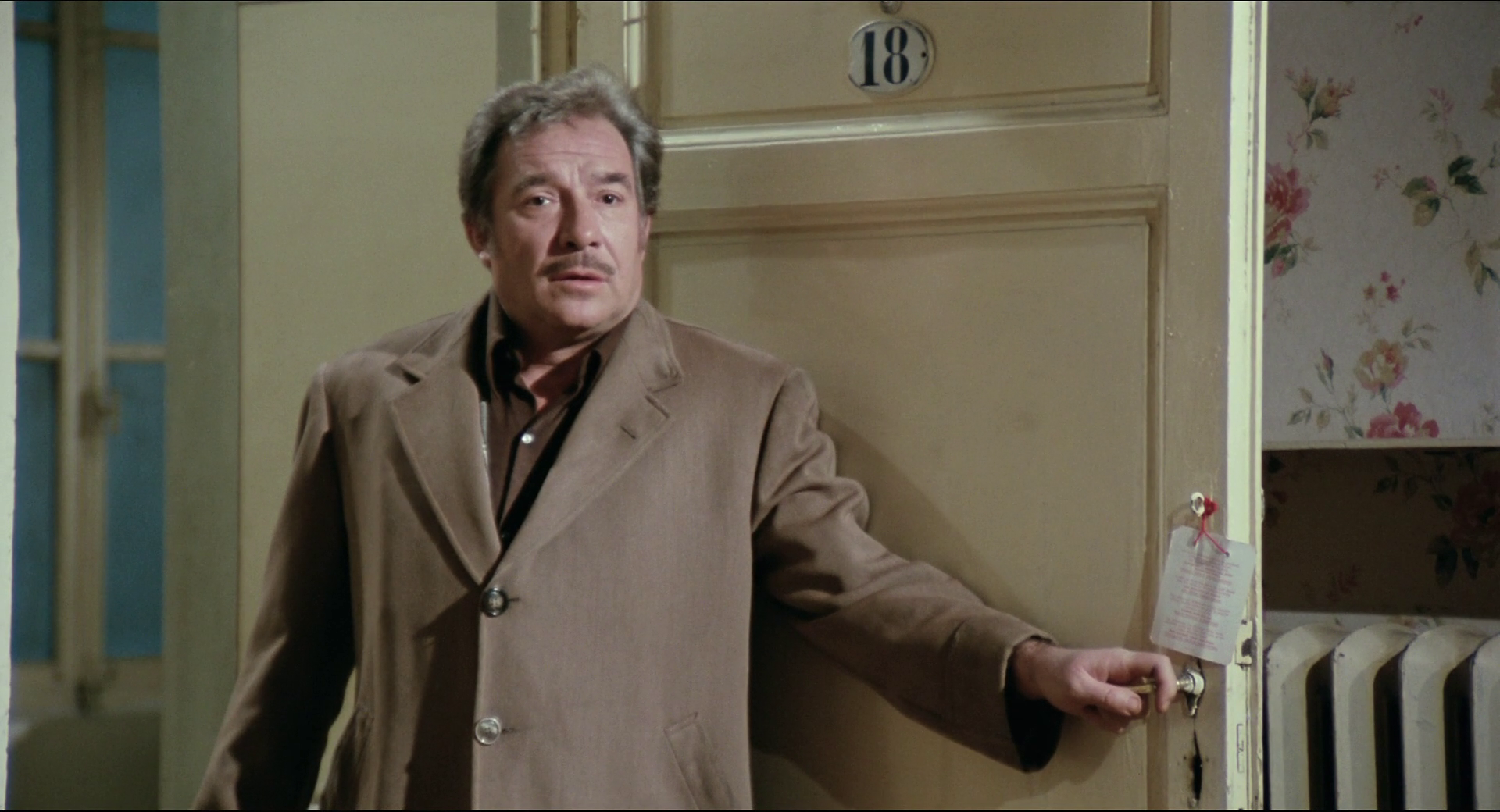
Ugo Tognazzi nei panni del conte Lello Mascetti

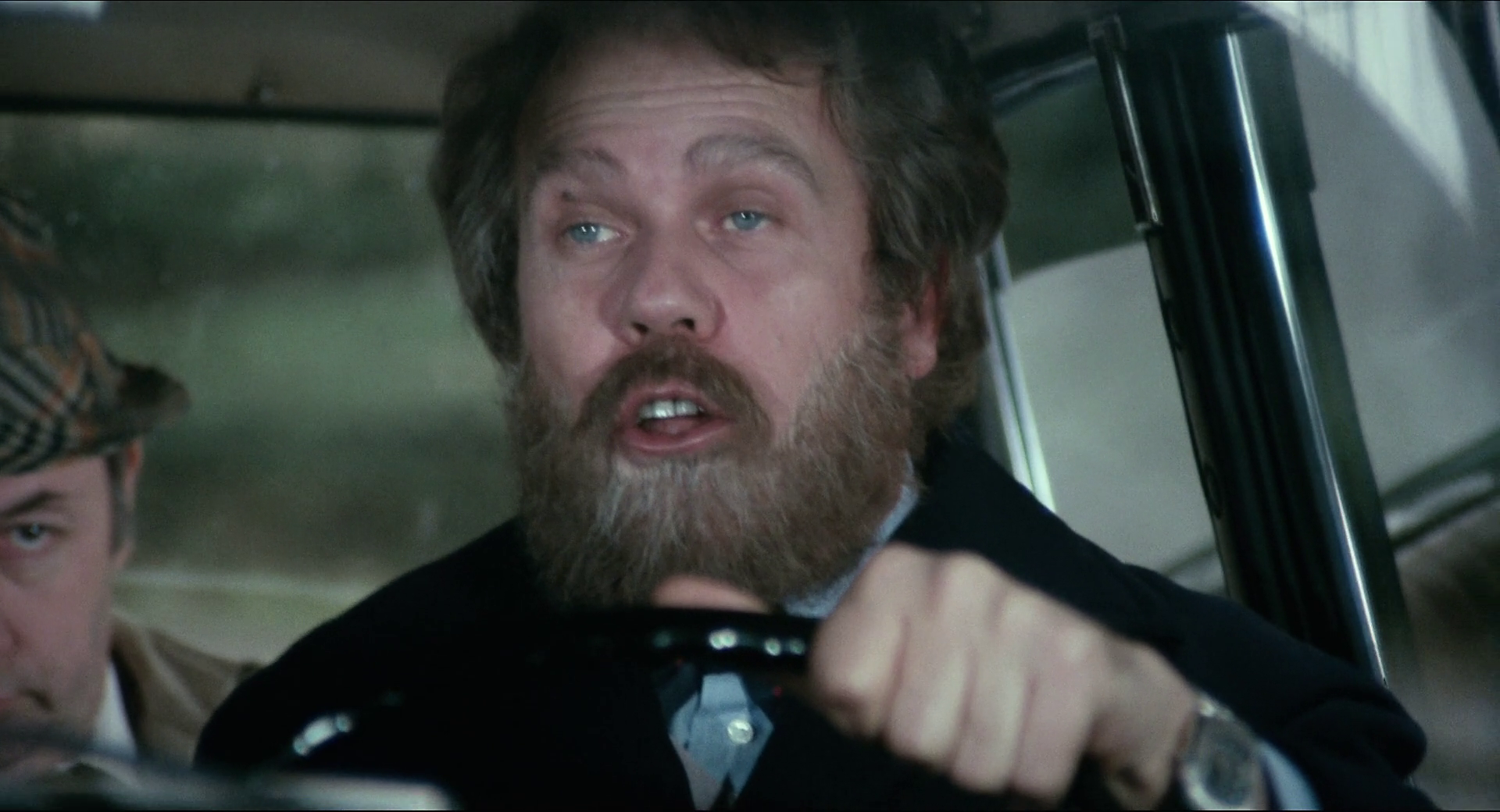
Gastone Moschin nei panni dell'architetto Rambaldo Melandri

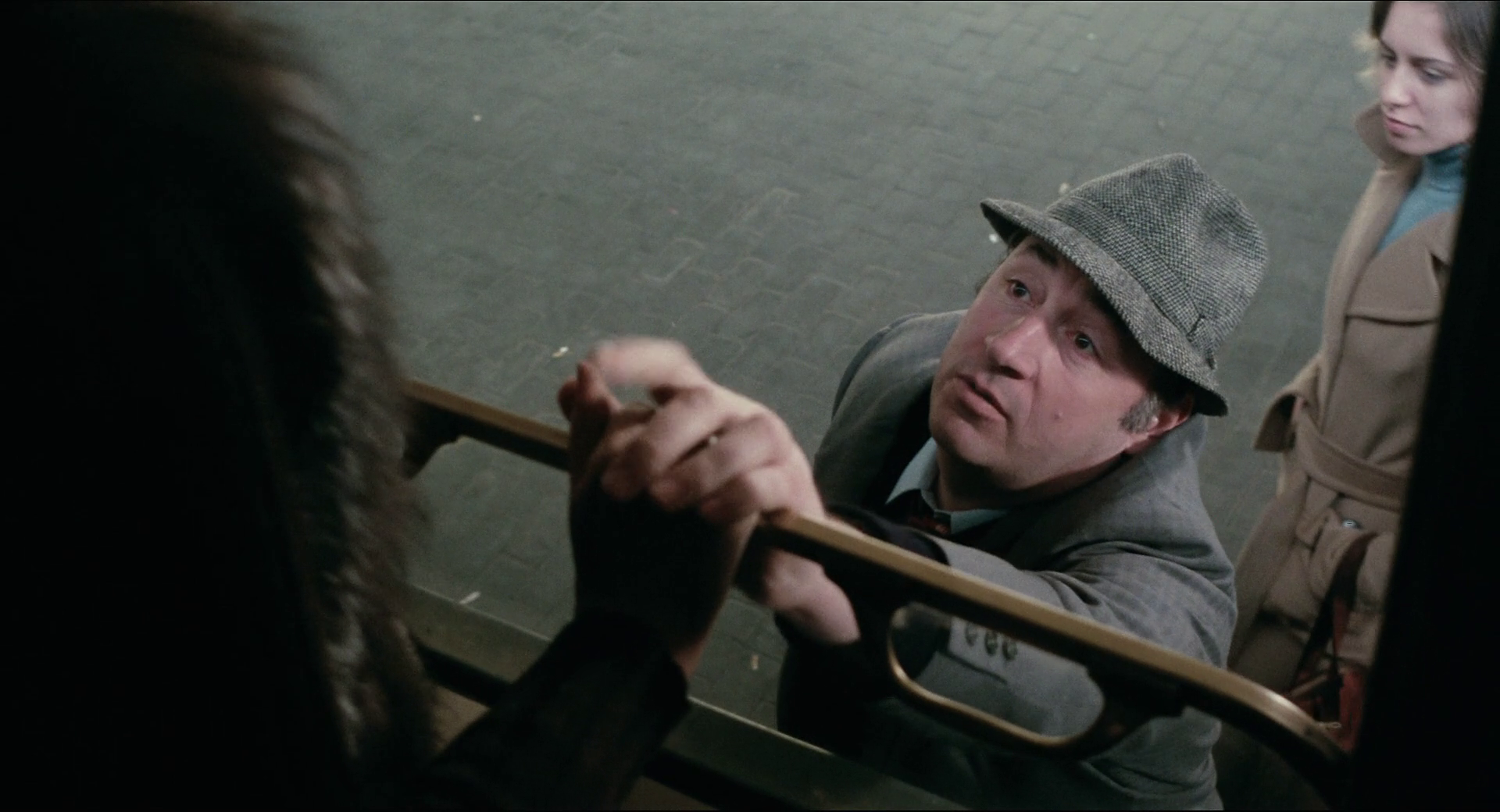
Philippe Noiret nei panni del redattore Giorgio Perozzi

È il primo della serie cinematografica che continuerà nel 1982 con Amici miei - Atto IIº, sempre con la regia di Monicelli, e nel 1985 con Amici miei - Atto IIIº, con la regia di Nanni Loy.
Il progetto e la sceneggiatura del film nacquero dalle idee di Pietro Germi, che non ebbe la possibilità di realizzarlo a causa del sopraggiungere della malattia che lo condusse alla morte nel 1974. Nei titoli di testa del film si è voluto rendere omaggio all'autore con la scritta «un film di Pietro Germi» cui segue «regia di Mario Monicelli».
Il significato del titolo, secondo Gastone Moschin, è da riferirsi all'addio di Pietro Germi: "Amici miei, ci vedremo, io me ne vado".
Nel 2011 è stato prodotto un antefatto intitolato Amici miei - Come tutto ebbe inizio, con la regia di Neri Parenti; il film è stato stroncato dalla critica e ha ottenuto incassi assai modesti rispetto al budget.

## Trama
Nel 1975, cinque inseparabili amici fiorentini sulla cinquantina affrontano i loro disagi sfogandosi con scherzi a danno di malcapitati.
Il conte Raffaello Mascetti è un nobile decaduto, costretto a vivere in assoluta povertà e ad essere mantenuto dagli amici, che per confondere e prendere in giro le persone con cui parla fa spesso uso di giochi di parole senza senso, da lui chiamati "supercazzole". Rambaldo Melandri, unico tra i protagonisti a non essere mai stato sposato, è un architetto impiegato al comune alla perenne ricerca di una donna, che per amore sarebbe anche disposto ad abbandonare i suoi amici, salvo ravvedersi all'ultimo momento. Giorgio Perozzi è un giornalista e redattore capo di cronaca che cerca di sfuggire la disapprovazione per la sua poca serietà e per le sue avventure extraconiugali da parte dei familiari. Guido Necchi gestisce con la moglie Carmen un bar-ristorante con sala da biliardo, luogo d'incontro del gruppo di amici. Ai quattro, amici fin dai tempi della scuola, si è aggiunto in un secondo tempo il professor Alfeo Sassaroli, brillante e famoso medico direttore di una clinica in collina a Pescia, annoiato dalla professione, che è diventato in breve tempo uno dei pilastri del gruppo.
All'inizio del film il redattore Perozzi esce dal lavoro all'alba e dichiara di non avere nessuna voglia di andare a casa a dormire, desiderando invece scappare via con i suoi migliori amici in occasione di una giornata che non ci sarebbe mai più stata: con loro ha intenzione di partire su due piedi per una delle loro "zingarate", ossia una fuga dalle loro grigie realtà per stare in compagnia a scherzare. Il gruppo quindi si riunisce per partire tutti insieme.
Il Perozzi stesso racconta qualcosa di sé: è separato dalla moglie Laura, stufa dei suoi lazzi, ed è in pessimi rapporti con il figlio Luciano, un ragazzo intelligente, serioso e distaccato che assomiglia in tutto e per tutto alla madre e non esita ad attaccare il padre per la sua poca maturità.
Il Sassaroli incontra per la prima volta gli altri quattro quando essi finiscono ricoverati nella sua clinica, gravemente feriti in un incidente durante una delle loro zingarate. I quattro amici trasformano la loro degenza in un periodo di caos e il professore si dimostra immediatamente degno del loro stile, sottoponendoli a cure fastidiose e dolorose. Offuscato dal dolore, il Melandri si innamora di una donna che inizialmente scambia per la Madonna e poi scopre che esiste davvero incontrandola di nuovo nel reparto di psichiatria; si tratta di Donatella, la moglie del Sassaroli, il quale, dopo che l'architetto gli ha detto in tutta sincerità di essersene innamorato, non esita a cedergliela, obbligandolo però a prendere con sé anche le due figlie, l'enorme ed esigente cane Birillo e la severa governante tedesca, tutti molto legati tra loro reciprocamente. I due uomini si accordano perché il Sassaroli venga a visitare moglie e figlie di tanto in tanto. Dopo un lungo periodo senza contatti con gli amici, il Melandri confessa loro di non essere in buoni rapporti con il Sassaroli, in quanto sia il dottore che Donatella non perdono occasione per lamentarsi dello stile di vita umile dell'architetto. Il Melandri invita tutti ad una cena a casa propria, occasione di cui gli amici approfittano per vendicarsi con lui della sua fuga e convincerlo a lasciare Donatella. Per sfogarsi vanno tutti e cinque alla stazione di Santa Maria Novella ad inscenare la loro zingarata più famosa: schiaffeggiare i passeggeri affacciati ai finestrini dei treni in partenza. Dopo questo episodio, il Sassaroli entra stabilmente nel gruppo.
In un'altra famosa zingarata, i cinque si presentano in un paesello fingendo di essere ingegneri e geometri che eseguono misurazioni per abbattere gli edifici e costruire un'autostrada, lasciando la popolazione nel panico.
Il conte Mascetti ha effettivamente origini nobili, ma ha scialacquato tutte le immense ricchezze sue e della moglie Alice; tirando avanti solamente con la vendita di enciclopedie e con gli aiuti degli amici, ha mandato moglie e figlia a vivere a Gavinana, sulle spalle di un conoscente, e per un periodo è stato ospitato prima dal Necchi e poi dal Perozzi, fino a quando gli amici hanno trovato una casa per lui e per la sua famiglia in uno squallido scantinato, di cui gli pagano i due terzi dell'affitto. Dopo il ricovero in ospedale dal Sassaroli, il Mascetti finisce per vendere la sua ingessatura ad un ortolano, in cambio di tre quintali di patate e di una vecchia e malconcia automobile. È un uomo orgoglioso delle sue origini nobili, che accetta sempre i favori ma mai le elemosine, e solo i suoi amici sanno come trattare questa differenza. Il Mascetti ha da alcuni mesi una relazione extraconiugale con la Titti, studentessa di 18 anni figlia di un colonnello in pensione, della quale è pazzo di gelosia: dal momento che lei si rende spesso irrintracciabile, lui si convince che lo stia tradendo, la pedina e alla fine la scopre in un albergo a letto con un'altra ragazza.
Il Necchi viene presentato come un personaggio molto brillante nell'inventare scherzi, ad esempio quando il gruppo si auto-invita ad una festa in una lussuosa villa senza conoscere nessuno ed il Necchi stesso defeca nel vasino del bambino figlio dei proprietari della casa, spaventando la governante, venuta in un secondo momento a controllare. È proprio da un'idea del Necchi che nasce lo scherzo più elaborato e sadico del gruppo, che assolda un anziano e goloso pensionato che il barista ha identificato tra i suoi clienti, il signor Nicolò Righi, fingendo di essere una banda di spacciatori in lotta con i marsigliesi, un clan rivale, che ha bisogno di un basista. Il Righi viene quindi sballottato per la provincia, incappucciato e spaventato, con la promessa di guadagnare facilmente milioni di lire, che mai arrivano. Ad intervenire è infine Carmen, la moglie del Necchi, che minaccia di spifferare tutto al Righi se il marito non smetterà di assentarsi dal lavoro; proprio in questa circostanza viene rivelato un dramma che il Necchi cela dentro di sé, ovvero il fatto che lui e Carmen hanno perso il proprio figlio anni prima. I cinque concludono lo scherzo fingendo di affrontare un regolamento di conti con i marsigliesi in un cantiere abbandonato, in cui il Sassaroli, nel ruolo del boss, finge di venire ucciso, e dopo lo scontro viene ordinato al Righi di allontanarsi, venendo caricato a forza su un treno per Reggio Calabria.
Terminata la giornata in cui il Perozzi rievoca questi episodi, tutti decidono di tornare a casa a dormire, ma il Perozzi, appena andato a letto, viene colpito da un infarto e muore sotto gli occhi degli amici, nell'indifferenza della moglie e del figlio, ma anche in punto di morte è pronto a beffare il prete giunto per l'estrema unzione, pronunciando una supercazzola come confessione. Durante il suo funerale sopraggiunge il Righi, perplesso nel vedere il Sassaroli vivo e vegeto (gli viene detto che esso avrebbe "sette vite, come i gatti"), e viene convinto che il defunto sia stato eliminato per tradimento dagli altri, che crede ancora essere dei malavitosi: i quattro sghignazzano tra le lacrime durante il corteo funebre.

## Produzione

### Cast
Il cast prevedeva originariamente la partecipazione di Marcello Mastroianni nel ruolo del nobile decaduto, mentre Ugo Tognazzi avrebbe dovuto interpretare il giornalista. Mastroianni però rifiutò la parte perché riteneva che nei film corali la sua prestazione venisse sempre superata dagli altri attori co-protagonisti. La parte del nobile decaduto fu proposta allora da Monicelli a Raimondo Vianello, che aveva già lavorato insieme a Tognazzi in passato, ma anche Vianello oppose un rifiuto. Il personaggio fu allora assegnato a Tognazzi e per la parte del giornalista fu ingaggiato invece Philippe Noiret, che con Tognazzi aveva già lavorato due anni prima nel film di Marco Ferreri La grande abbuffata.
Nei titoli di testa compare la scritta "un film di Pietro Germi", seguita dalla dicitura "regia di Mario Monicelli", poiché Monicelli decise di realizzare il film soltanto dopo la morte di Germi, nel 1974. Benvenuti, Pinelli e De Bernardi avevano scritto la sceneggiatura per lui.

### Ripresa
- La villa del chirurgo Sassaroli è situata a Firenze in direzione del piazzale Michelangelo, in viale Machiavelli.[6]
- La casa del conte Mascetti è uno scantinato condominiale in piazza dell'Isolotto, a Firenze.[6]
- Il bar del Necchi era un bar realmente esistente in via dei Renai a Firenze, che ha continuato ad esistere per molti anni con il nome "Amici miei" e oggi non più esistente. Nello stesso fondo che fu il "Bar Necchi", oggi si trova un noto locale fiorentino.[6]
- La zona della "strage di San Valentino", dove il Necchi spara i fuochi d'artificio, è attualmente un parcheggio condominiale nel quartiere dell'Isolotto, a Firenze.
- La zona dove i protagonisti fanno credere al Righi di essere stati raggirati dai Marsigliesi con dei ritagli di giornale anziché banconote, è tenuta dove oggi sorge il Mandela Forum.[6]
- L'hotel dove il Mascetti entra per seguire la Titti è l'Hotel Porta Rossa, anche se la scena in cui il conte scopre l'amante a letto con un'altra ragazza è stata girata in una stanza che non si trova in tale struttura.[6]
- La clinica del Sassaroli è "Il Salviatino" di Firenze, un ex ospedale in seguito trasformato in residenza di lusso[7].
- Il cinema davanti al quale i cinque amici leggono sul giornale i titoli dei film a luci rosse, durante uno dei loro tanti periodi di depressione e di crisi, è il Metropolitan, sito in piazza Cesare Beccaria lungo i viali di circonvallazione. È stato chiuso nel 2015 dopo un esercizio di oltre vent’anni con il nome di "Astra 2".[7]
- Il paese designato per la demolizione al fine di costruire l'autostrada delle ginestre è Calcata Vecchia, in provincia di Viterbo. Il parroco è stato interpretato dal vero parroco del paese, don Dario, il quale venne doppiato.
- La scena del funerale del Perozzi fu girata in piazza Santo Spirito a Firenze il 16 gennaio 1975.[8]

## Colonna sonora
Il 10 settembre 2007 è stata pubblicata la colonna sonora originale del film Amici miei in formato CD Audio, composta da Carlo Rustichelli e prodotta dalla Cinevox.

### Tracce
1. Amici miei
2. Al trani
3. Un giorno amaro
4. Una partita a carte
5. Una bravata
6. Luna park delle illusioni
7. ... e lo scherzo finisce
8. Un gioco di tristezza
9. Amici miei (2)
10. Bella figlia dell'amore
11. Amici sempre
12. Un goccio di tristezza (2)
13. Amici miei (3)
14. Al trani (2)
15. Amici miei (4)
16. Bella figlia dell'amore (versione film)
17. Amici miei (5)
18. Amici miei (versione cantata)

## Distribuzione
Dopo la proiezione del 26 luglio 1975 al Taormina Film Festival, il film è uscito nelle sale italiane il 23 ottobre dello stesso anno. La visione della pellicola era stata vietata ai minori di 14 anni.

## Accoglienza

### Incassi
Il film registrò un ottimo successo al botteghino, risultando campione d'incassi assoluto in Italia nella stagione 1975-76 con un ricavato di 7.572.000.000 di lire.
Amici miei detiene ad oggi il trentaduesimo posto nella classifica dei film più visti di sempre in Italia con 10 467 254 spettatori.

## Premi e riconoscimenti
- 1976 - David di Donatello
  - Miglior regista a Mario Monicelli
  - Miglior attore protagonista a Ugo Tognazzi
- 1976 - Nastro d'argento
  - Miglior produttore a Andrea Rizzoli
  - Miglior soggetto originale a Pietro Germi, Leonardo Benvenuti, Piero De Bernardi, Tullio Pinelli
  - Migliore sceneggiatura a Pietro Germi, Leonardo Benvenuti, Piero De Bernardi, Tullio Pinelli
  - Candidatura al regista del miglior film a Mario Monicelli
  - Candidatura al miglior attore protagonista a Ugo Tognazzi
  - Candidatura al migliore attrice non protagonista a Milena Vukotic
  - Candidatura al miglior attore non protagonista a Duilio Del Prete
- 1976 - Globo d'oro
  - Miglior attore rivelazione a Duilio Del Prete

## Ispirazione alla realtà
Nel documentario Ritratto di mio padre (2010) di Maria Sole Tognazzi, Monicelli ha rivelato a quest'ultima che, per ideare gran parte degli scherzi (le "zingarate"), gli autori si erano ispirati a fatti realmente accaduti o aneddoti ben noti a Firenze, negli anni precedenti all'epoca in cui fu girato il film.
L'ispirazione risale agli anni '30, quando a Castiglioncello (provincia di Livorno) vivevano realmente cinque giovani che adoravano divertirsi insieme e fare scherzi alla gente: Mazzingo Donati, stimato medico immunologo fiorentino, Ernesto Nelli, architetto, Giorgio Menicanti, giovane nobile del luogo, Silvano Nelli, giornalista, e Cesarino Ricci, collaboratore dell'amico Silvano.
Il personaggio del conte Mascetti fu concepito ispirandosi proprio a Giorgio Menicanti, ancora vivente al tempo della realizzazione della pellicola, il quale in gioventù aveva sperperato un ingente patrimonio personale compiendo più volte il giro del mondo con alcuni amici da lui mantenuti ed era rientrato a Firenze con un orso al guinzaglio, ma ridotto in miseria. Il personaggio del Sassaroli è invece ispirato al prof. Mazzingo Donati, uomo di grande ironia e goliardia, noto in seguito per aver realizzato il primo trapianto al mondo di midollo osseo.
Il regista ricorda anche di aver conosciuto nella vita reale un'altra persona che ispirò la gag della supercazzola, in quanto prendeva in giro le persone in tale modo ancora meglio di come gli sceneggiatori hanno poi fatto fare ai personaggi del film; secondo la testimonianza del paroliere Alberto Salerno e del giornalista Mario Luzzatto Fegiz, l'inventore di questa e di altre gag presenti nel film fu il cantante Corrado Lojacono.

## Versioni alternative
Esistono due versioni del film, con diversa durata. Quella originale, uscita al cinema nel 1975, di 114 minuti, e quella più lunga uscita nel 1976, di 127 minuti, distribuita poi in DVD.
Nella versione lunga le scene aggiunte sono le seguenti:
1. Il Melandri, tornato all'ospedale dall'appuntamento con Donatella, racconta agli amici che lei lo ha rifiutato ed annuncia che vuole andarsene per stare un po' da solo. Il Mascetti allora telefona alla donna e scopre che il Melandri ha mentito e che non solo non è stato rifiutato, ma ha addirittura fatto l'amore con lei.
2. Il Mascetti entra nella sala biliardo del bar Necchi e rivela agli amici che Donatella è stufa della relazione con il Melandri.
3. Il Perozzi, mentre si trova a bordo di un autobus fingendosi gobbo, accusa una ragazza di avergli toccato la gobba per scaramanzia.
4. Il Mascetti chiede al Perozzi di uscire dal giornale per incontrarlo, mentre sta mettendo un litro di benzina nella sua auto, su cui è presente la Titti. Il conte si lamenta dei pesanti debiti economici che lo affliggono e poi chiede al Perozzi di spingergli l'auto per farlo partire, venendo accontentato.
5. In auto, il Mascetti, inizialmente addormentato, all'improvviso si sveglia dicendo di aver sentito un cattivo odore e fa accostare; tutti scendono e si lamentano della puzza tranne il Sassaroli, il quale, fumando un sigaro, ridacchia e chiede con aria innocente il motivo di tale comportamento, lasciando palesemente intendere di aver emesso una flatulenza.
6. La scena in cui i 5 amici guardano le operaie e fanno apprezzamenti è più lunga: i 5 amici si soffermano a "riflettere" sul rapporto tra gli uomini e le donne.
7. I 5 amici fingono di scontrarsi con la banda dei "Marsigliesi", facendo credere al Righi che il Sassaroli muoia.

Nella versione in Blu Ray è presente la versione cinematografica originale, scelta da Monicelli per il restauro, di 114 minuti.

## Citazioni e riferimenti
- Amici miei ha reso celebre il termine supercazzola[18], che indica una serie di frasi prive di senso compiuto e composte sia da parole esistenti che inventate, pronunciate allo scopo di confondere le idee al proprio interlocutore, espediente utilizzato più volte dal conte Mascetti nel film.
- La scena degli schiaffi alla stazione è stata citata da Paolo Villaggio nel film Fantozzi alla riscossa, con la sola differenza che il treno è in arrivo e non in partenza: per questo Fantozzi verrà poi malmenato dai passeggeri infuriati. La scena è stata riproposta anche nel cinepanettone A spasso nel tempo dove, nella Firenze del Quattrocento, Christian De Sica, Massimo Boldi e Marco Messeri tirano schiaffi alle persone affacciate nelle carrozze.
- La scena finale del film, in cui viene celebrato il funerale del Perozzi, ha ispirato la realizzazione del cortometraggio L'ultima zingarata di Federico Micali[19].
- Nel 2002 lo stesso Mario Monicelli ha diretto l’adattamento teatrale della pellicola, con Jerry Calà nel ruolo del conte Lello Mascetti, Nini Salerno, Franco Oppini e Stefano De Sando.[20]

## Galleria d'immagini

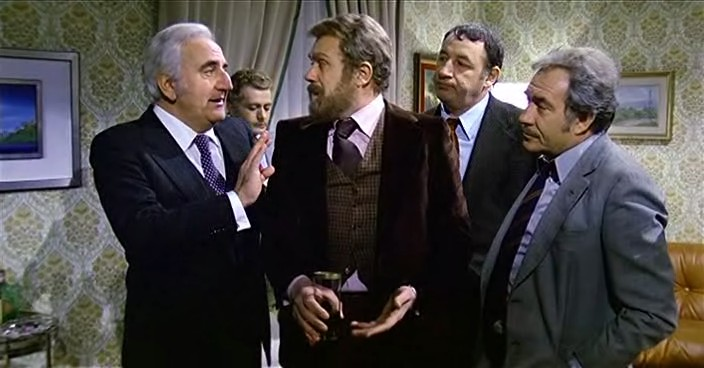
Il quintetto di protagonisti.
Il Mascetti (Ugo Tognazzi), il Perozzi (Philippe Noiret) e il Necchi (Duilio Del Prete).
Il Mascetti prende in giro il vigile Paolini con la sua supercazzola.
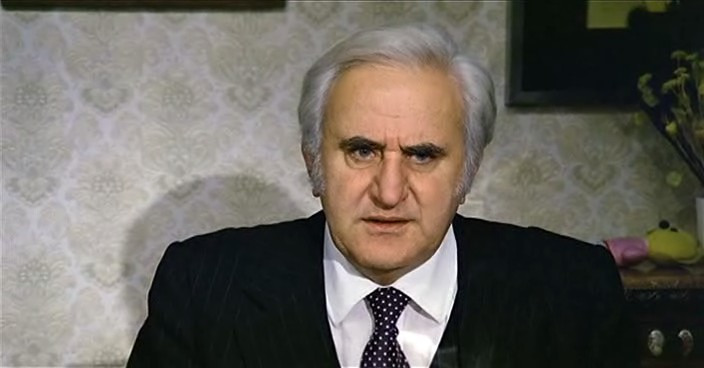
Il professor Sassaroli (Adolfo Celi).
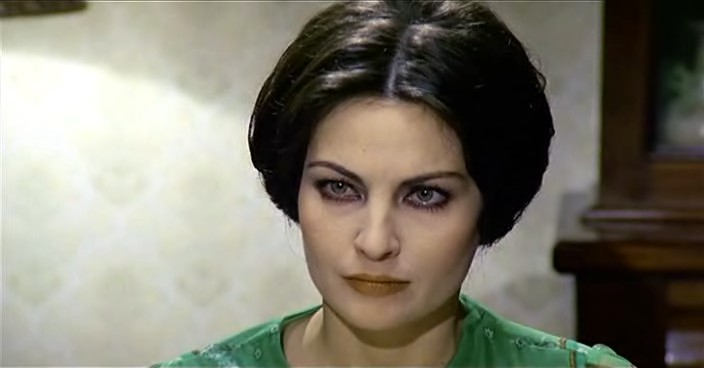
Donatella Sassaroli (Olga Karlatos).
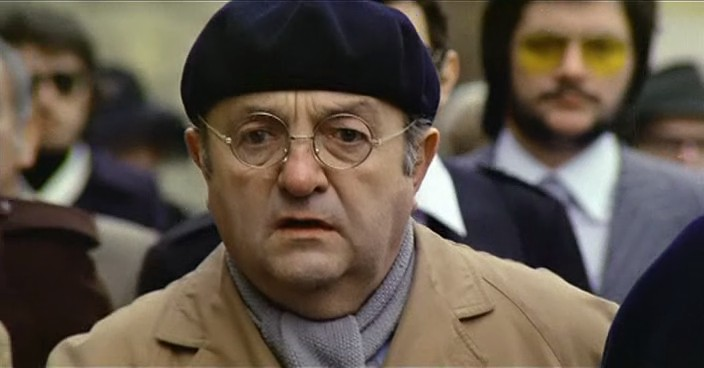
Il Righi (Bernard Blier).
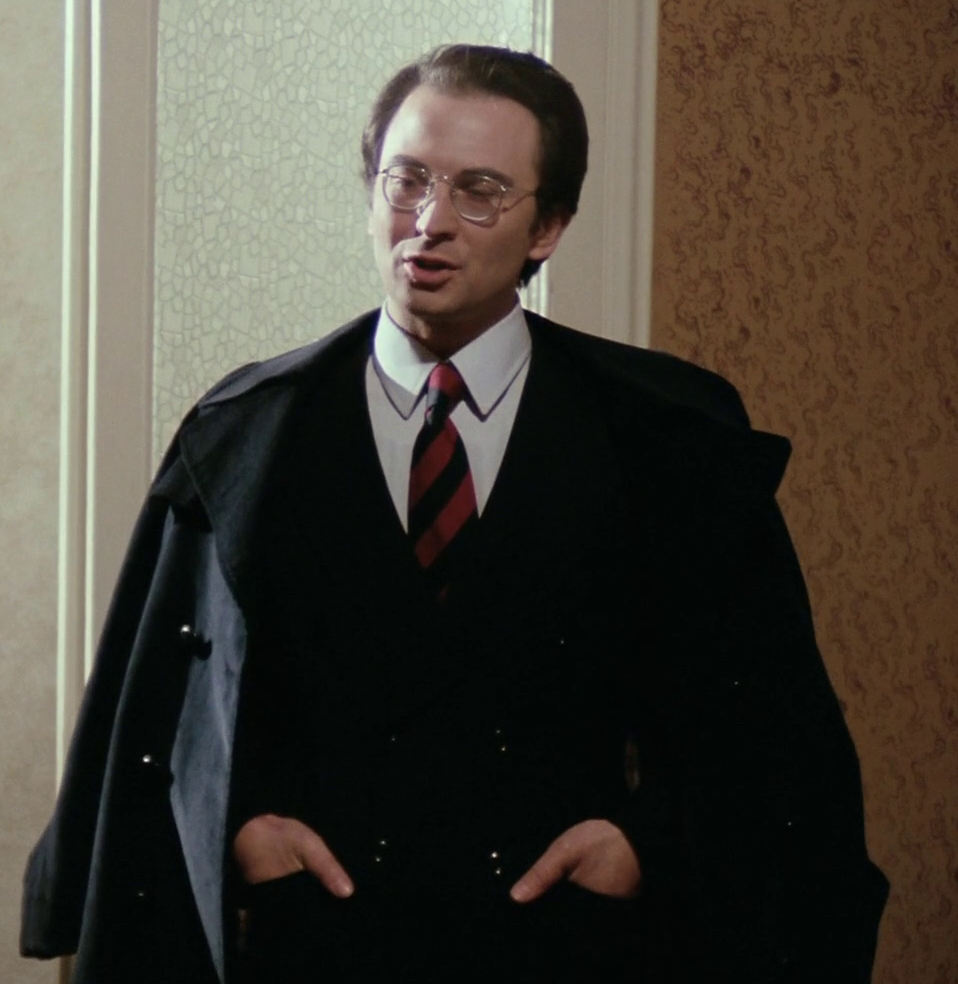
Luciano Perozzi (Maurizio Scattorin).